# Bela Subbotovskaya
Bela Abrámovna Subbotovskaya (apellido de casada Muchnik, en ruso: Белла Абрамовна Субботовская, Moscú, 1938— Moscú, 23 de septiembre de 1982) fue una matemática rusa que trabajó en el campo de la teoría de la complejidad computacional. Organizó la Universidad Popular Judía en Moscú.

## Biografía
Fue criada por su madre, Eva Iósifovna (su padre murió en la guerra). En 1955 ingresó en la facultad de matemáticas de la Universidad Estatal de Moscú, después de su graduación realizó el postgrado bajo la dirección del académico Oleg Lupánov, durante ese tiempo publicó su primer artículo en la revista científica de la Academia de Ciencias. Defendió su tesis de doctorado en 1967; trabajó como matemática en el Instituto de investigación de la Académica de Ciencias de Rusia.
A la par de su actividad científica, ingresó como maestra en la escuela secundaria, para poner en práctica los métodos de la enseñanza desarrollados en la universidad. Al mismo tiempo, enseñó en clubes de matemáticas creados en Moscú por Nikolái Konstantínov.
Bela Subbotovskaya y Valeri Sénderov crearon la Universidad Popular Judía después de la realización de una encuesta hecha a los estudiantes de la facultad de matemáticas de la Universidad Estatal de Moscú, que no habían logrado pasar los exámenes de ingreso principalmente por sus orígenes judíos. El primer grupo de catorce estudiantes fue elegido en 1978 en la Universidad Estatal de Moscú y las clases de la Universidad Popular Judía se llevaron a cabo en el apartamento de Bela Subbotovskaya.
En 1982 los profesores Borís Kanevski y Valeri Sénderov de la Universidad Popular Judía fueron detenidos, y Subbotovskaya murió trágicamente atropellada por un camión en circunstancias presuntas de un asesinato premeditado.

## Homenaje
En junio de 2007, en Haifa, Israel, se llevó a cabo una conferencia científica dedicada a la memoria de Bela Subbotovskaya.

## Publicaciones
- Subbotovskaya B. A. Sobre la realización de las funciones lineales en la base de fórmulas {\displaystyle \lor ,\And ,-}// Informes de la Academia de Ciencias de la URSS. 1961. Tomo. 136. № 3. páginas 553—555.
- Subbotovskaya B. A. Sobre la comparación de bases en la realización de funciones booleanas con fórmulas// Informes de la Academia de Ciencias de la URSS. 1961. Tomo. 149. № 4. páginas 784—787.
- Muchnik B. A. Sobre el criterio único de correspondencia de bases para la realización de funciones booleanas con fórmulas// Notas de matemáticas. 1967. Tomo. 1. edición. 5. páginas 515—524.
- Muchnik B. A. Grado de dificultad de la realización de una función lineal por las fórmulas en algunas bases// Cibernética. 1970. № 4. páginas. 29-38.